# قره‌سقال بالا
قره‌سقال بالا (ترکی آذربایجانی: Yuxarı Qarasaqqal) یک منطقهٔ مسکونی در جمهوری آرتساخ است که در استان کاشاتاق واقع شده‌است.